# Kolonia Myśliwczów
Kolonia Myśliwczów (przed 2017 Myśliwczów) – wieś w Polsce położona w województwie łódzkim, w powiecie radomszczańskim, w gminie Wielgomłyny. Miejscowość wchodzi w skład sołectwa Myśliwczów.
Przed 2017 miejscowość nosiła nazwę Myśliwczów o statusie kolonia.
W latach 1975–1998 miejscowość należała administracyjnie do województwa piotrkowskiego.